# خوزه آنتونیو مارتینز گالوائو
خوزه آنتونیو مارتینز گالوائو (به پرتغالی: José Antônio Martins Galvão) مهاجم اهل برزیل است که در شهر Lins و در تاریخ ۸ ژوئیهٔ ۱۹۸۲ به دنیا آمده‌است.
خوزه آنتونیو مارتینز گالوائو در تیم‌های فوتبال União São João سابقهٔ حضور دارد.